# Lucilla singleyana
Lucilla singleyana is een kleine slakkensoort uit de familie van de Helicodiscidae die ondergronds leeft. De wetenschappelijke naam van de soort werd in 1889 voor het eerst geldig gepubliceerd door Henry Augustus Pilsbry.

## Kenmerken
Het dextrale, kleine slakkenhuisje is bijna schijfvormig; in zijaanzicht steekt de naad heel weinig uit de voorlaatste winding. Hij is maximaal 3 mm breed en 1,2 mm hoog. De 3½ tot 4 windingen worden langzaam en regelmatig wijder en zijn goed convex aan de omtrek. De naad is relatief diep. De navel is erg breed en open; het neemt ongeveer een derde van de breedte van de behuizing in beslag. De mond is afgerond tot licht transversaal elliptisch, maar zwaar gedeukt door de voorgaande krans. De opening staat onder een hoek met de as van de winding. De mondzoom is eenvoudig, recht en niet verstevigd.
Het huisje is geelbruin, het periostracum (opperhuid) is kleurloos. De schaal is dun, breekbaar en doorschijnend. Het oppervlak heeft fijne groeilijnen op onregelmatige afstanden. Hierdoor wordt het oppervlak glanzend. Bij sommige individuen zijn bij hoge vergroting vage spiraalvormige lijnen te zien.
De dieren hebben verminderde ogen vanwege hun manier van leven diep in de grond.

## Vergelijkbare soort
De navel van Lucilla singleyana is iets platter en breder dan de navel van het aardschijfje (Lucilla scintilla), het huisje is aanzienlijk groter in het volwassen stadium (ongeveer 3 mm tot 2,2 mm). Bovendien is het huisje van L. singleyana bijna plat, schijfvormig, terwijl deze bij het aardschijfje zeer plat kegelvormig is. In het zijaanzicht is de naad van L. singleyana nauwelijks zichtbaar, terwijl deze bij het aardschijfje ook heel vlak is, maar duidelijk (meer) zichtbaar. De mond van L. singleyana kan enigszins elliptisch zijn, terwijl deze bij het aardschijfje is afgerond.
Het periostracum is kleurloos bij L. singleyana, geelachtig of geelgroen bij het aardschijfje.

## Geografische spreiding en leefgebied
Het verspreidingsgebied was waarschijnlijk oorspronkelijk Noord-Amerika. Vanwege antropogene verspreiding is het nu inheems in bijna heel Europa, zij het slechts zeer lokaal en zelden, vooral in tuinen, parken, wijngaarden en kassen. In het oosten is het ook vertegenwoordigd in de Kaukasus, in het zuiden ook in Noordwest-Afrika.
De dieren leven diep in losse, vochtige tot droge grond (tot een meter diep). Ze worden dan ook meestal alleen aangetroffen als grotere hoeveelheden grond worden bewerkt en gezeefd, of in de spoelranden van beken en rivieren. Meestal worden echter alleen de lege huisjes gevonden.